# Stella Cilento
Stella Cilento – miejscowość i gmina we Włoszech, w regionie Kampania, w prowincji Salerno.
Według danych na rok 2004 gminę zamieszkiwało 850 osób, 60,7 os./km².